# Parc de Kadriorg
Le parc de Kadriorg (estonien : Kadrioru park) est un parc du quartier de Kadriorg  à  Tallinn en Estonie,.

## Présentation
Le parc est limité par la baie de Tallinn et par Lasnamäe.
Le parc a été conçu en 1718 avec le château de Kadriorg par Nicola Michetti sur le terrain acheté par le tsar Pierre Ier le Grand en 1714. 
Les jardins haut et bas du château sont des jardins à la française.
La partie du parc qui s'étend du château à la mer est un jardin à l'anglaise.
Le parc abrite le château de Kadriorg, le KUMU et le musée Mikkel qui sont gérés par le Musée d'art d'Estonie. 
En 2011, l'architecte paysagiste Masao Sone a créé le jardin japonais.

## Mémoriaux du parc

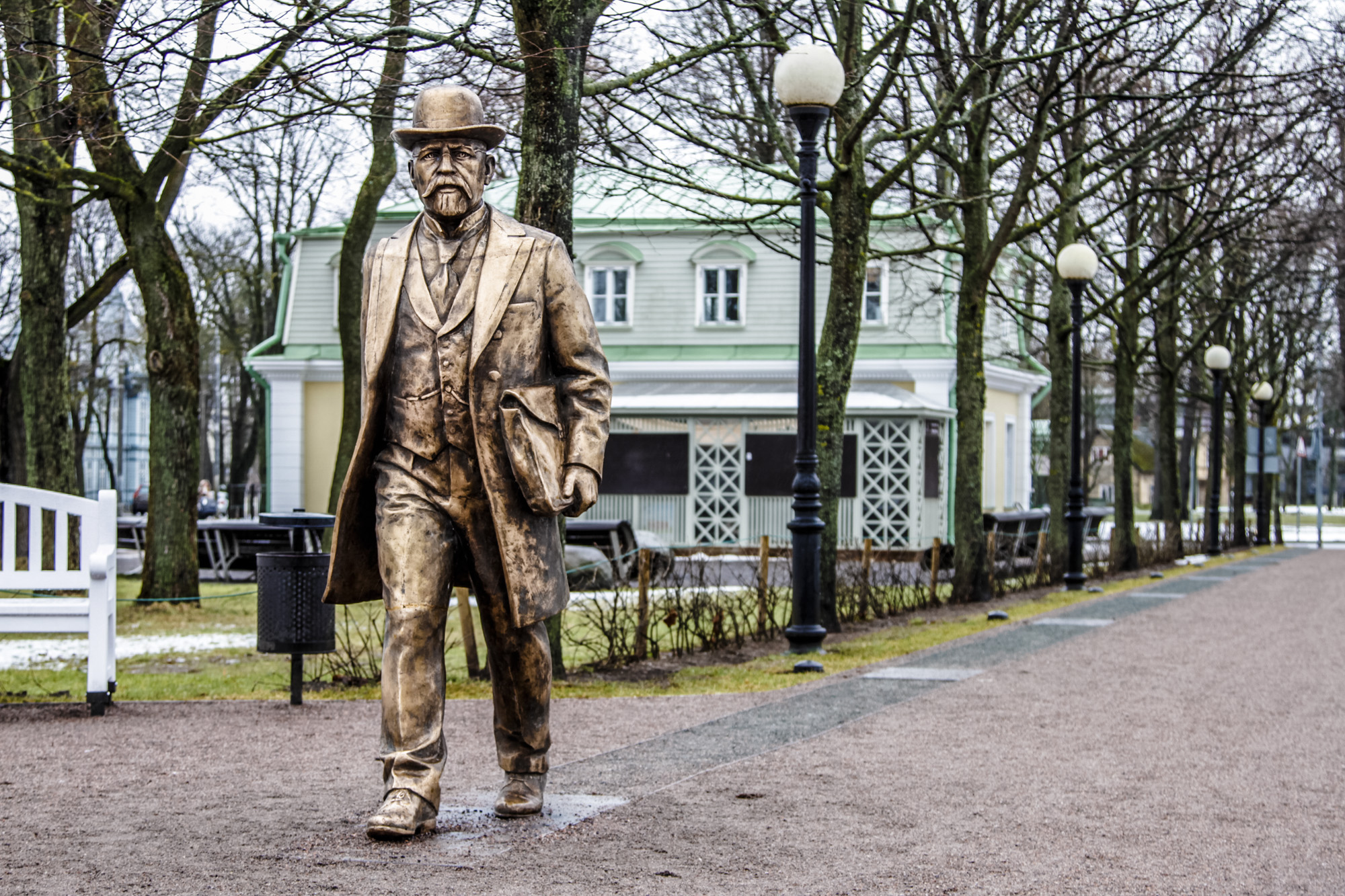
Monument à Jaan Poska.
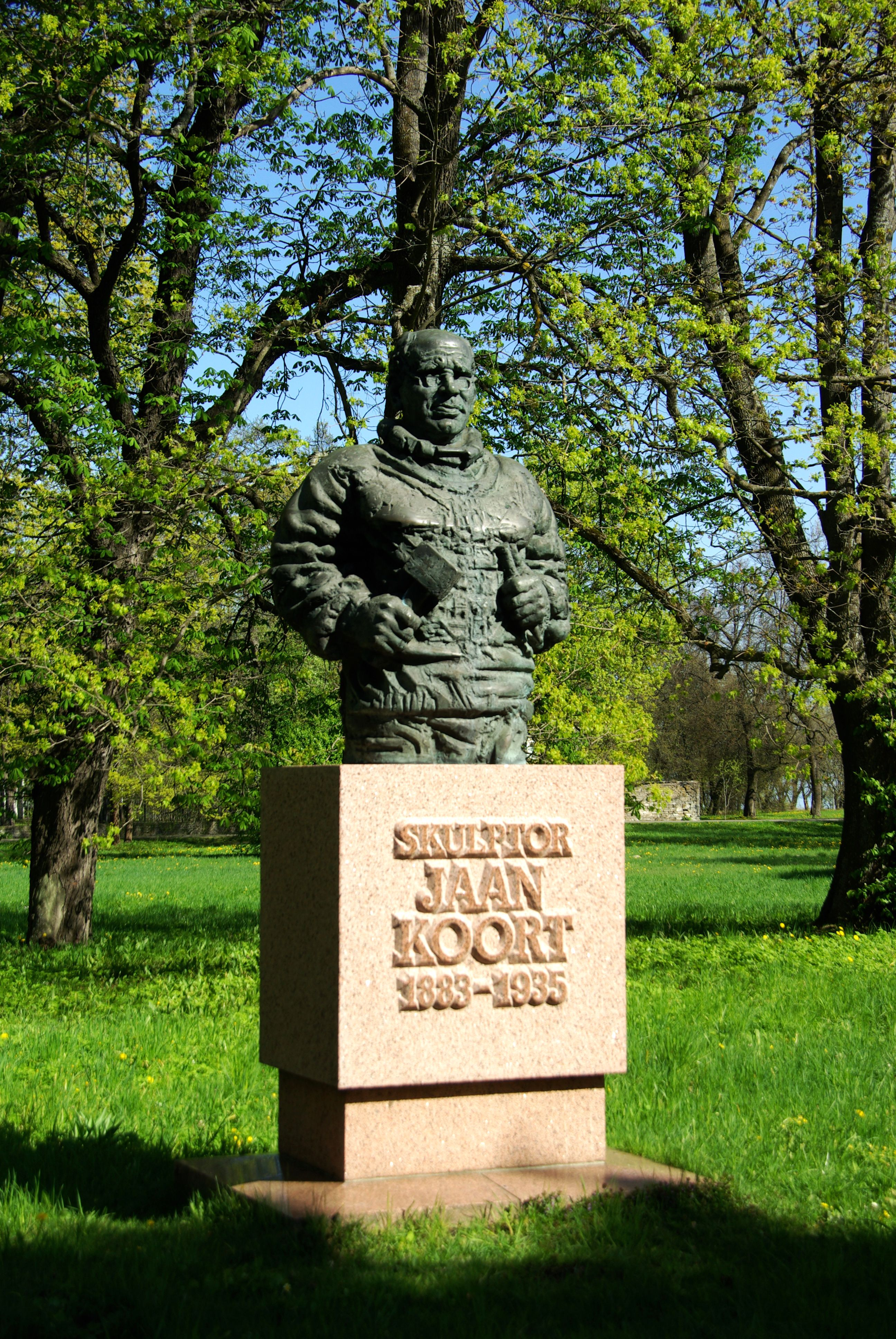
Mémorial à Jaan Koorti.
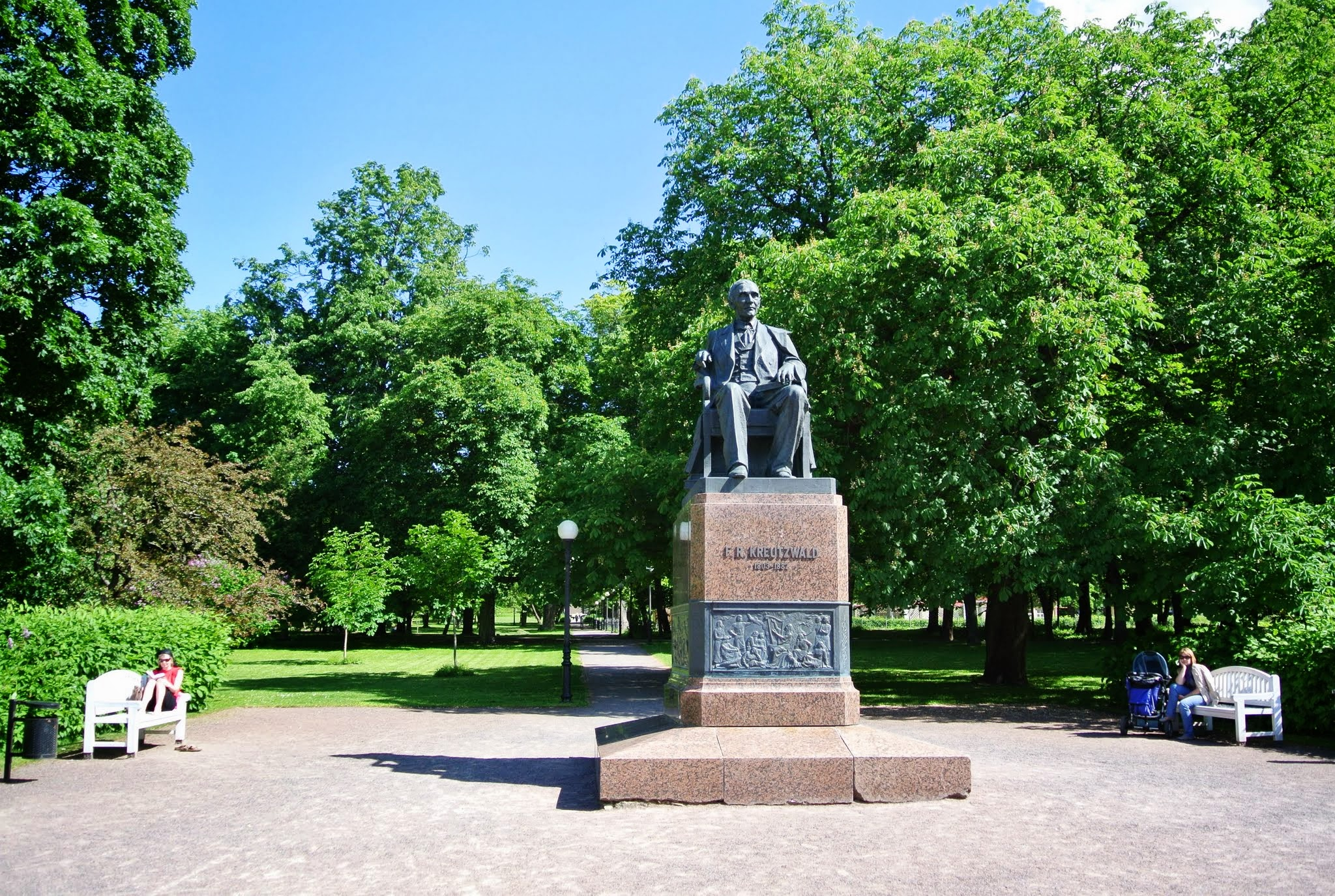
Mémorial à Friedrich Reinhold Kreutzwald.

## Galerie

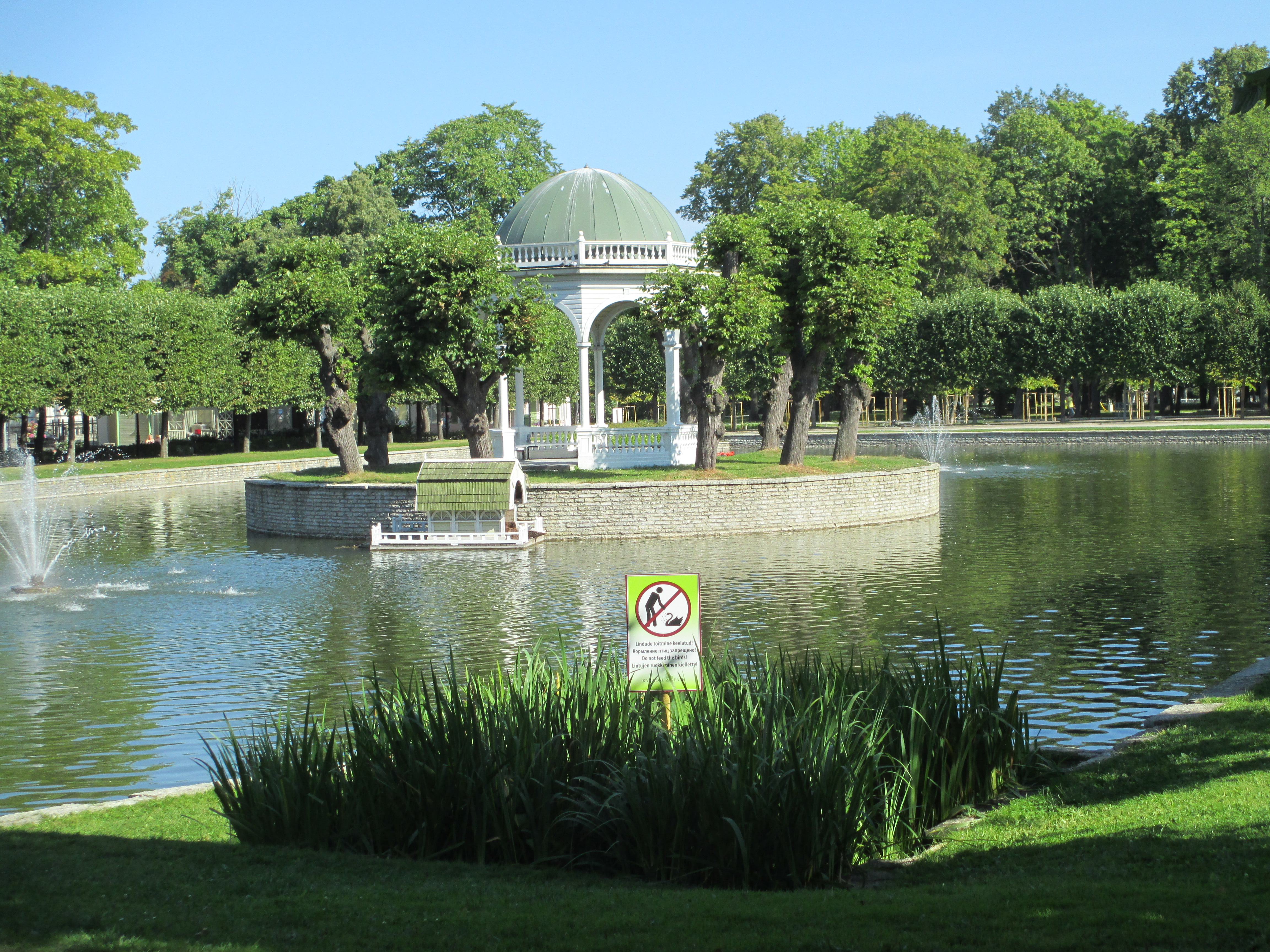
L'étang des cygnes.
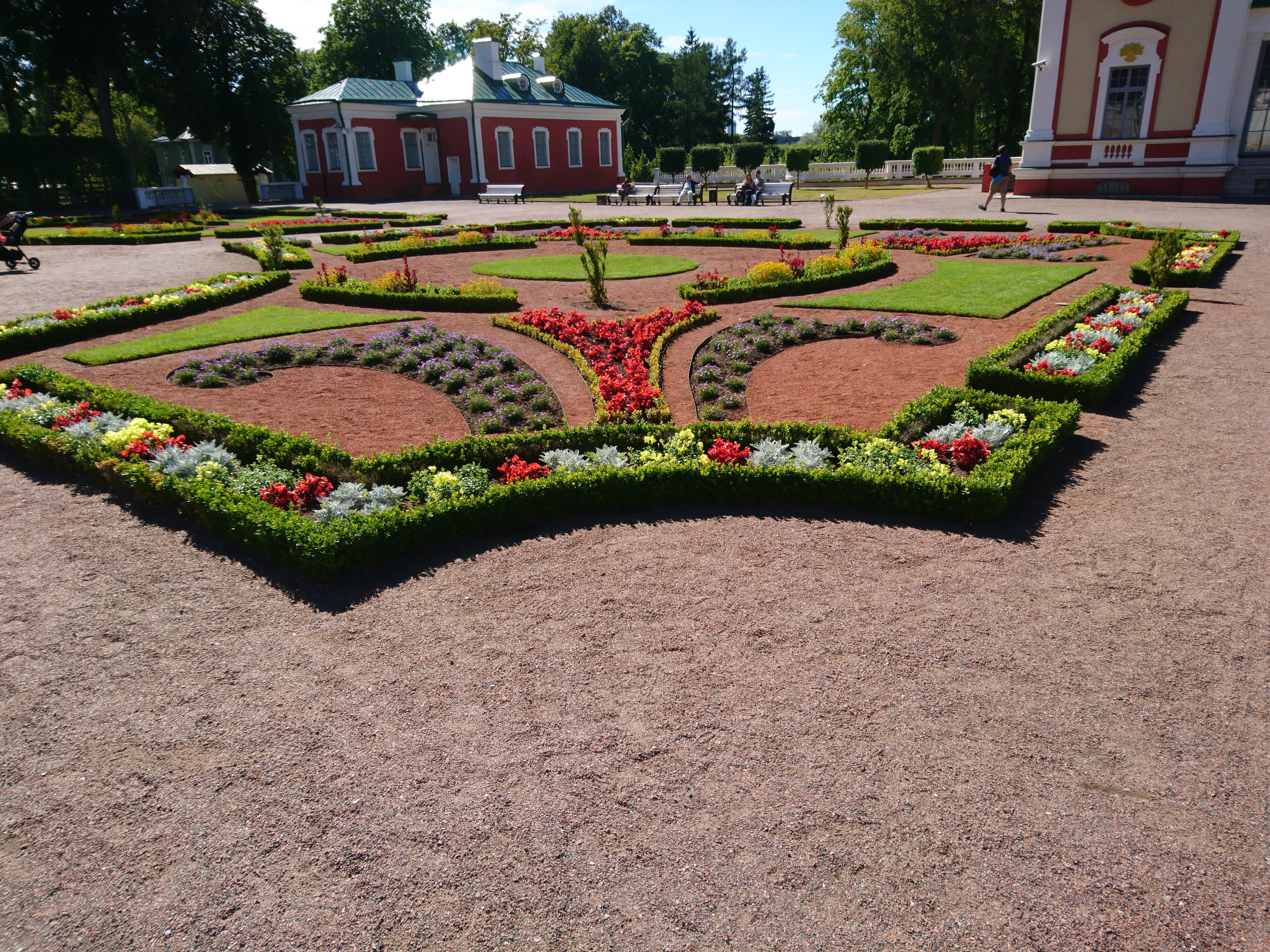
Le jardin supérieur.
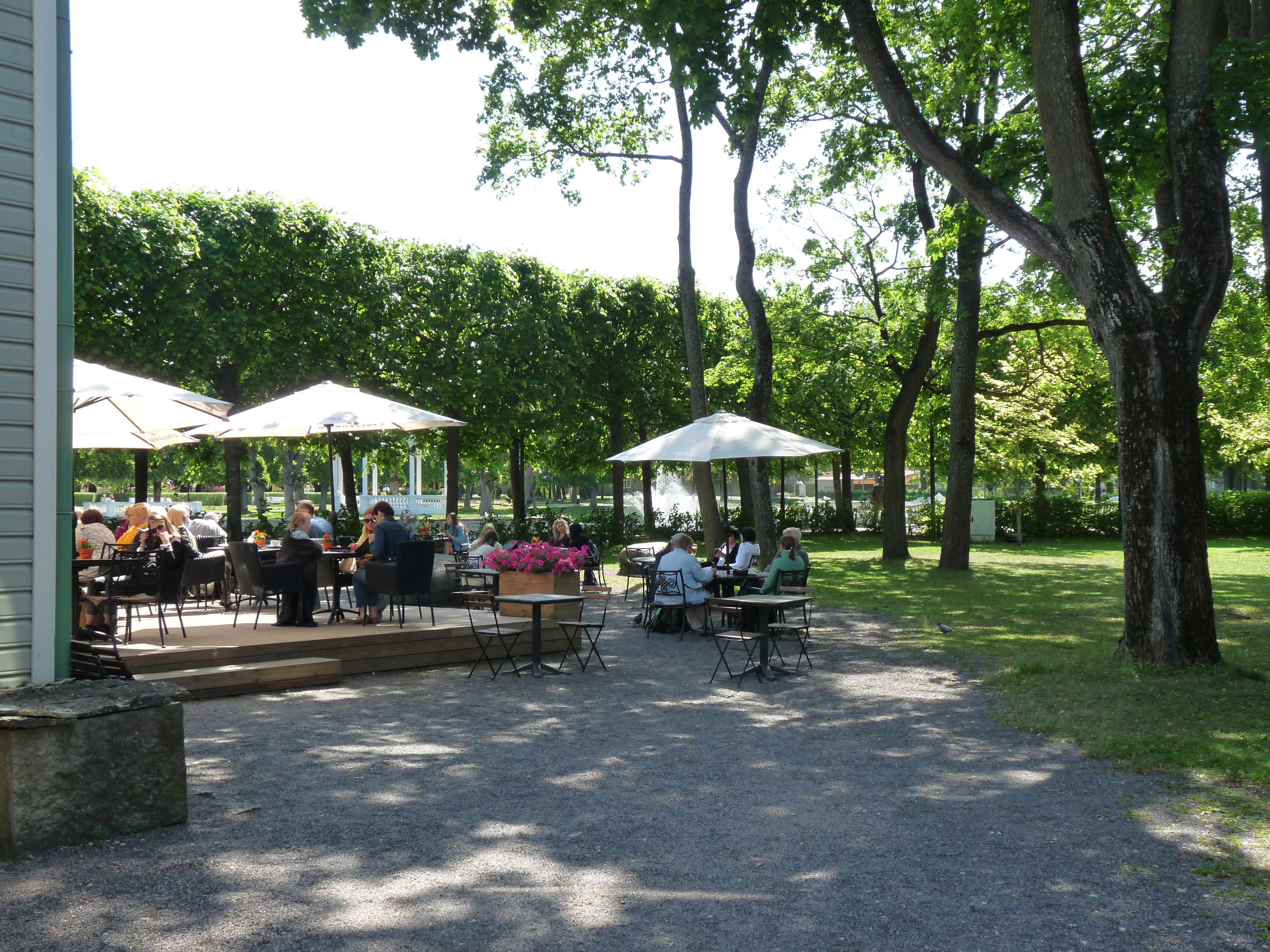
Terrasse du parc.
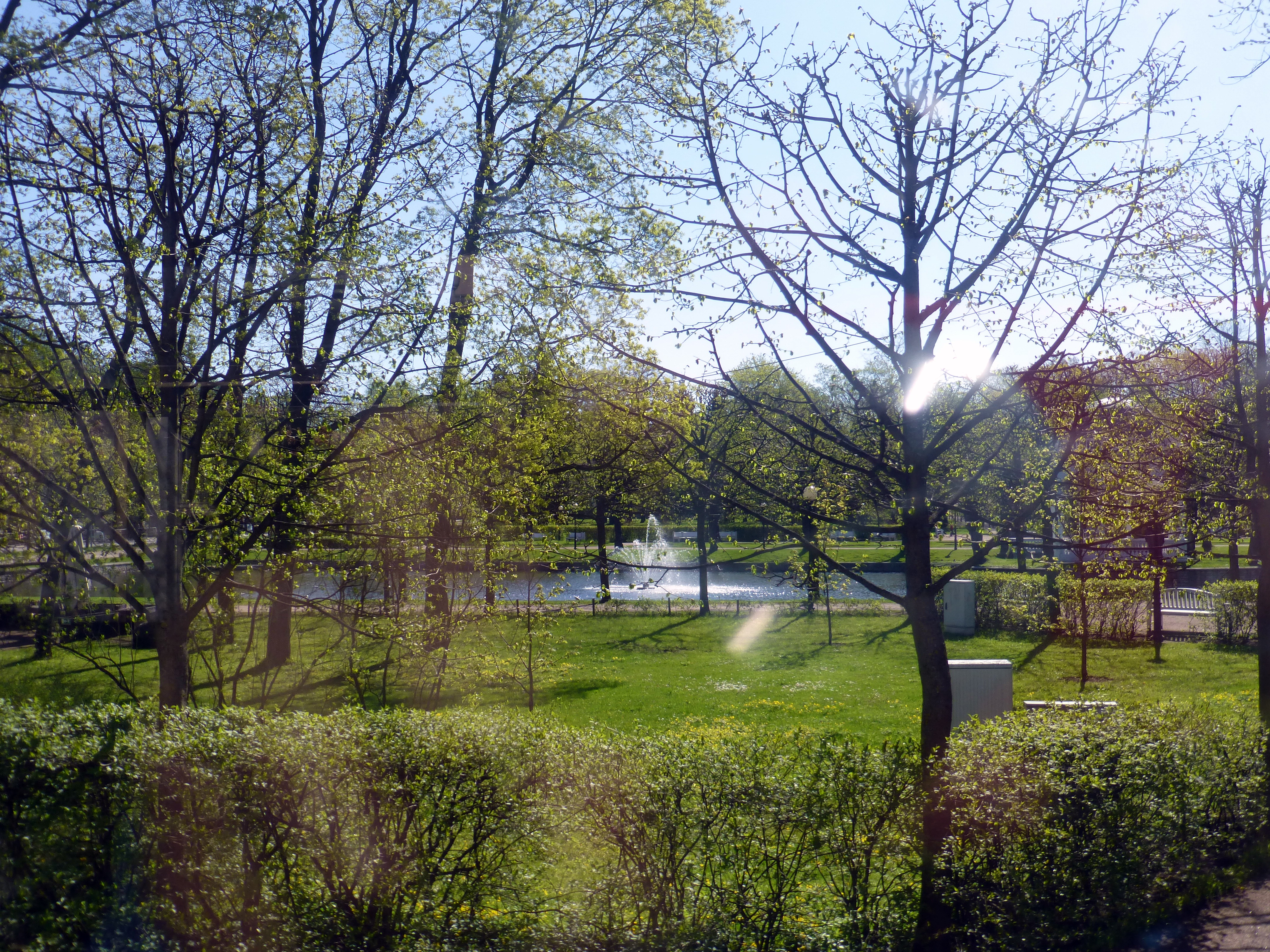

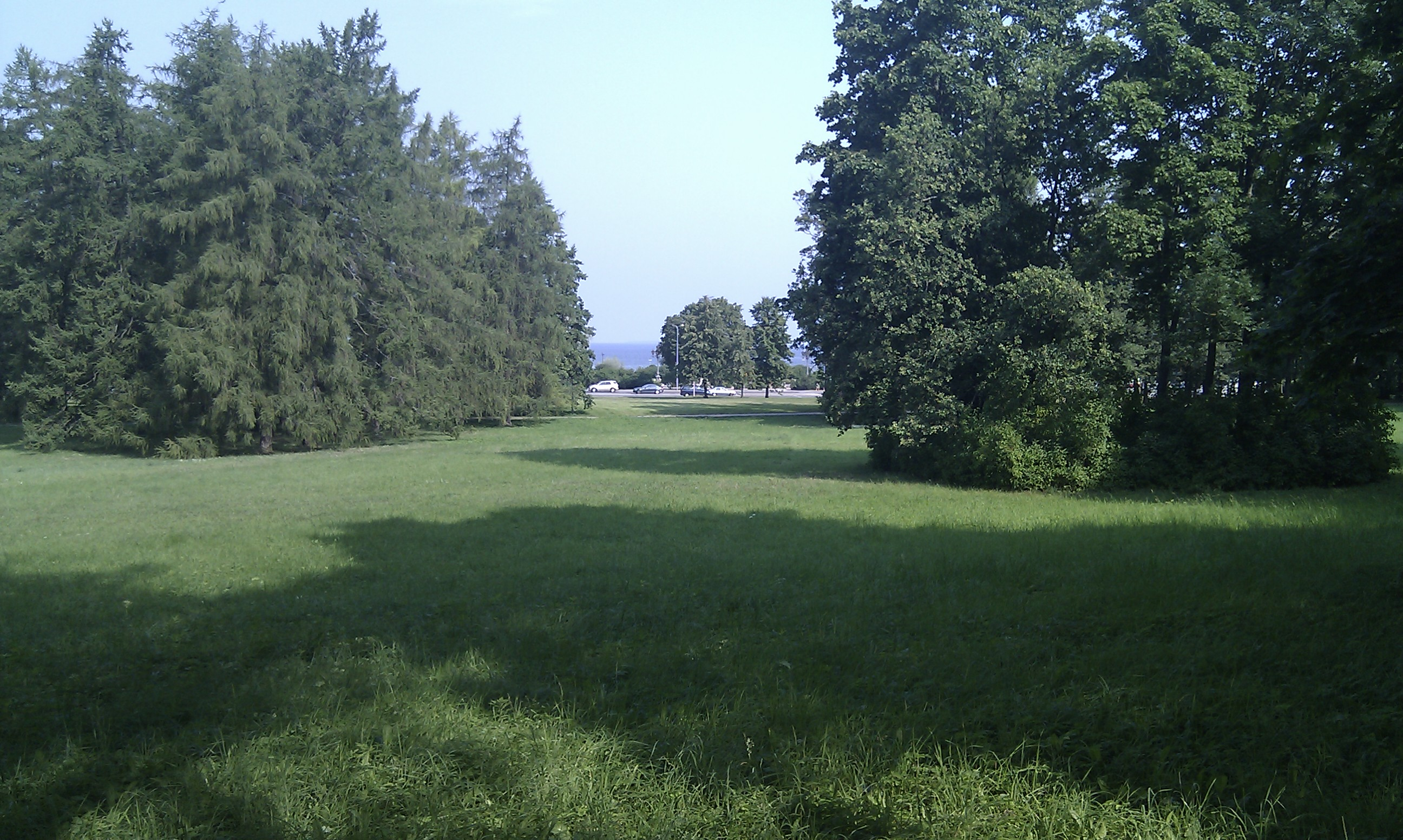
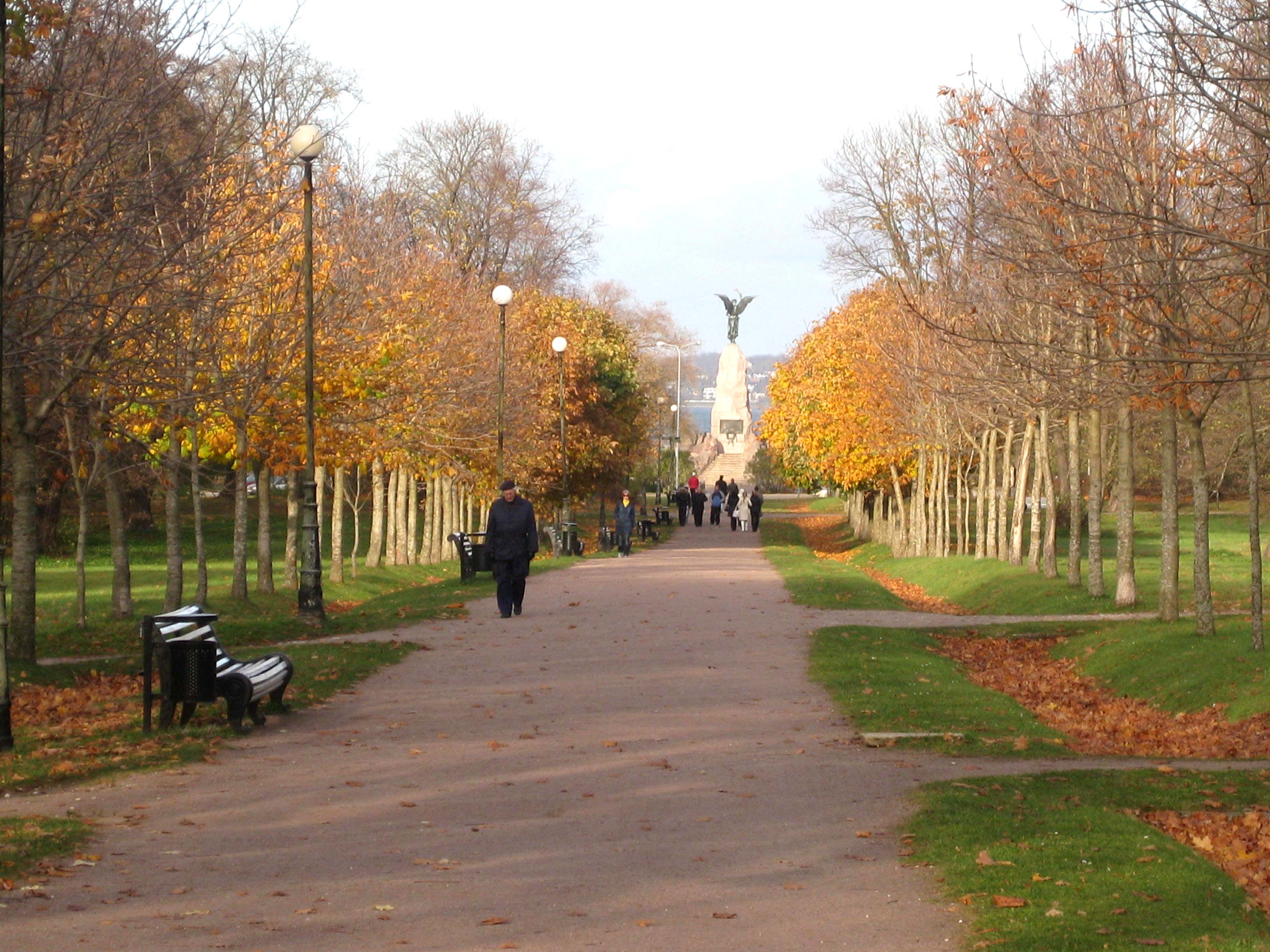
Allée et monument de Russalka.
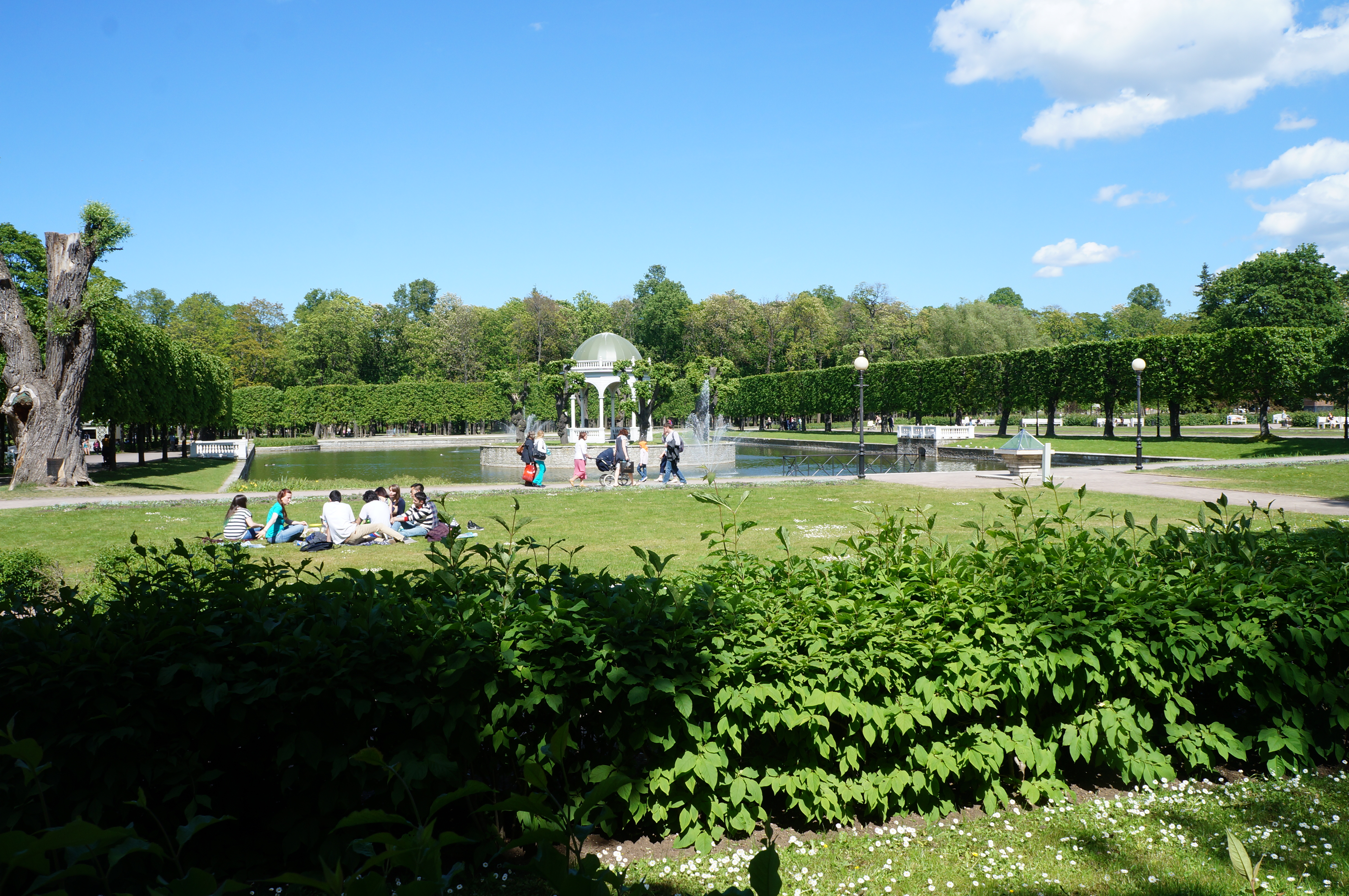
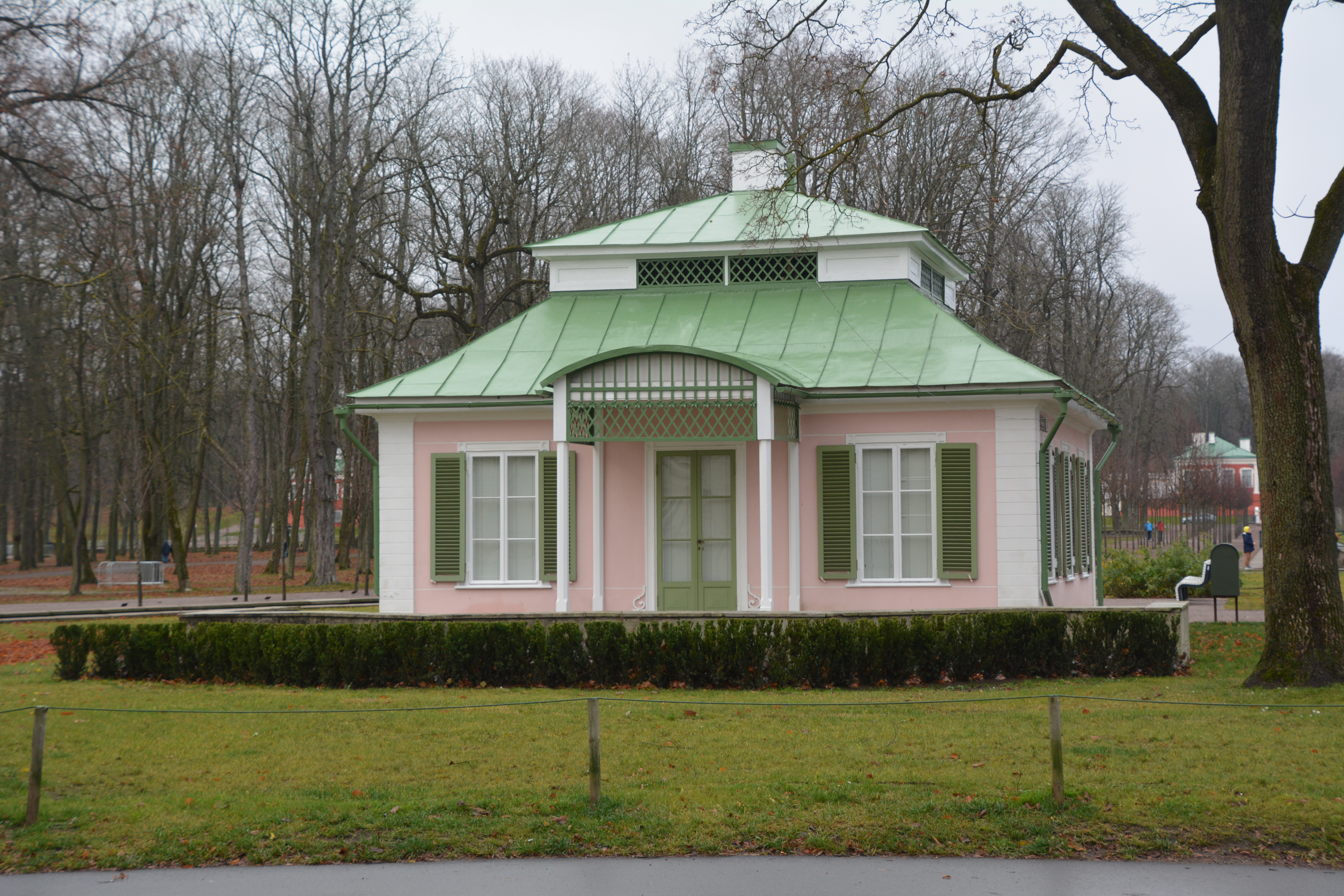
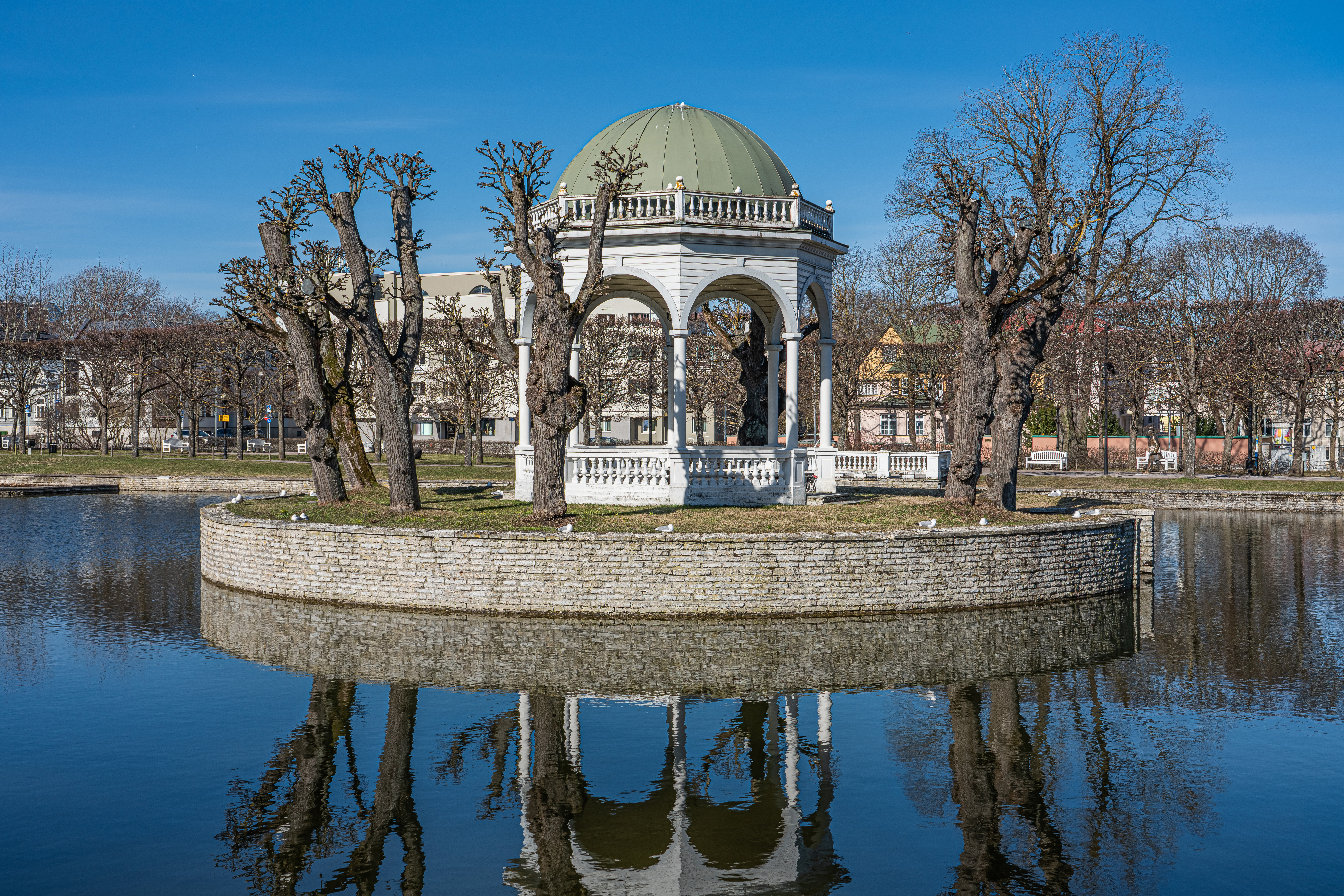
La Luigetiik (et), étang artificiel dans le parc de Kadriorg. Avril 2022.